# Grace Aguilar
Grace Aguilar (Hackney, Anglaterra, 2 de juny de 1816 - Frankfurt del Main, Alemanya, 16 de setembre de 1847) va ser una novel·lista, poetessa i escriptora anglesa sobre història i religió jueva. Tot i que havia estat escrivint des de petita, gran part de la seva obra es va publicar pòstumament. Entre aquestes es troben les seves obres més conegudes, les novel·les Home Influence i A Mother's Recompense.
Aguilar era la filla gran d'una família de jueus sefardites refugiats, provinents de Portugal, que es van establir al districte londinenc de Hackney. Una malaltia primerenca va fer que fos educada pels seus pares, especialment la seva mare, que li van ensenyar els principis del judaisme. Més tard, el seu pare va ensenyar la història dels jueus espanyols i portugueses durant el seu propi combat contra la tuberculosi que havia portat la família a traslladar-se a la costa anglesa. Després de sobreviure al xarampió als 19 anys, va començar a embarcar-se en una seriosa carrera d'escriptora, tot i que la seva salut física mai es va recuperar completament.
A la dècada de 1840 les seves novel·les van començar a atraure lectors habituals i Aguilar es va traslladar a Londres amb els seus pares. Malgrat el seu èxit, ella i la seva mare encara van haver de dirigir una escola hebrea per a nois per mantenir-se solvent, cosa que li va molestar pel temps i l'energia que va prendre de la seva escriptura. L'any 1847, va tornar a emmalaltir d'una paràlisi de la columna que no va deixar que li impedís visitar el seu germà a Frankfurt. La seva salut va empitjorar i va morir allà aquell setembre.

## Infantesa
Grace Aguilar va néixer al suburbi de Hackney, al nord-est de Londres, el 2 de juny de 1816. Era la fill gran dels seus pares descendents de marrans portuguesos que havien demanat asil a Anglaterra al segle xviii després de la Inquisició portuguesa. Emanuel, el seu pare, era el líder laic de la sinagoga espanyola i portuguesa de Londres, i la seva mare Sarah també era activa a la comunitat jueva de la ciutat. Els seus antecedents religiosos i les seves malalties, tant d'ella com dels seus pares, van ser factors importants a la seva vida i van influir en el seu treball.

## Malaltia i educació
Durant els seus primers vuit anys, Aguilar va ser fill únic. Durant aquest temps, Aguilar va patir una malaltia crònica de llarga durada que va portar els seus pares a educar-la a casa seva. Va rebre tutories dels clàssics a casa i (fins i tot en l'edat adulta) no se li va permetre moure's fora del seu cercle familiar. La seva mare, d'acord amb la pràctica posterior a la Inquisició entre els jueus sefardites de la península Ibèrica, va educar la jove Aguilar en la seva religió i els seus principis. La seva condició no li va impedir aprendre a ballar i tocar l'arpa i el piano, activitats habituals per a les noies angleses de classe mitjana d'aquella època, o viatjar; quan el seu germà Emanuel va néixer el 1823, la família va fer una llarga gira per Gloucestershire.
Quan el pare d'Aguilar va contreure tuberculosi, la família es va traslladar a Devon. Mentre Grace el cuidava, el seu pare li va ensenyar la història oral dels jueus d'Espanya i Portugal, complementant la instrucció anterior de la seva mare en judaisme. Potser també li va ensenyar l'hebreu, cosa que era extremadament inusual per a una dona jueva en aquell moment. Tant els seus interessos religiosos com literaris daten d'aquell moment de la seva vida; va començar a satisfer-los ambdós fent els seus primers esforços en poesia i ficció i assistint a alguns oficis protestants. Una col·lecció de petxines de caracola que va trobar a una platja de Teignmouth la va estimular a intentar un article científic sobre el tema.
La salut de Sarah Aguilar va empitjorar durant aquest període, ja que es va recuperar d'un tractament quirúrgic per una malaltia que encara no s'ha identificat a partir dels registres disponibles, i Grace va passar temps cuidant-la com tenia el seu pare. El 1835, als 19 anys, la mateixa Grace va tornar a emmalaltir de xarampió. Mai es va recuperar completament.

## Trajectòria d'escriptora
La família es va traslladar a Brighton després, potser per estar més a prop de la comunitat jueva de Londres. Els dos nois Aguilar havien estat enviats a un internat, però amb la salut dels seus pares en declivi, la Grace va començar a pensar en les seves responsabilitats no només amb ells sinó també amb els seus germans. Va decidir intentar guanyar-se la vida com a escriptora i aquell any va poder publicar el seu primer llibre de poemes. El seu primer llibre va tenir prou èxit que es va imprimir una segona tirada el 1839, i va començar a escriure seriosament.
Gran part d'aquest treball es va publicar pòstumament, amb una excepció. El 1838 el pare d'Aguilar la va imposar per traduir Israel Defended d'Isaac Orobio de Castro, una apologia del judaisme, del francès original per a la seva distribució privada entre la comunitat jueva de Brighton. Va afegir un prefaci que, encara que amb certa ambivalència, explicava que havia suavitzat els càstigs d'Orobio als cristians com a resultat de la tolerància que sentia que l'Anglaterra victoriana havia mostrat a la seva població jueva en comparació amb l'Espanya catòlica i Portugal. Dos anys més tard la família va tornar a Londres.